# Ёlki
Ёlki (Ёлки) è un film del 2010 diretto da Timur Bekmambetov, Aleksandr Vojtinskij, Dmitrij Kiselёv, Aleksandr Andrjuščenko e Jaroslav Čeroževskij.

## Trama
Il film mostra gli eventi che hanno avuto luogo in 11 città russe. Al centro della trama un tassista e una diva pop, un uomo d'affari e un attore, uno snowboarder e uno sciatore, uno studente e un pensionato, un pompiere e una direttrice, un ladro e un poliziotto, un lavoratore ospite e il presidente della Russia, che si trovano in una situazione difficile.